# Новобурино
Новобурино — село в Кунашакском районе Челябинской области России. Административный центр Буринского сельского поселения. Согласно переписи 2020 года население составляло 1580 человек.

## История
Основано в 1929 году при центральной усадьбе зернового совхоза «Буринский». В 1934 году получило статус административного центра поселкового совета. В 1946 году совхоз был передан в качестве подсобного хозяйства СУ № 865 МВД СССР, а позднее перешёл в ведение производственного объединения «Маяк».

## География
Находится на правом берегу реки Караболка, примерно в 30 км к северо-северо-востоку (NNE) от районного центра, села Кунашак, на высоте 160 метров над уровнем моря.

## Население
| 2002 | 2010  |
| ---- | ----- |
| 1748 | ↗1832 |

По данным Всероссийской переписи, в 2010 году численность населения села составляла 1832 человек (821 мужчина и 1011 женщин).

## Инфраструктура
В селе функционируют средняя общеобразовательная школа, детский сад, библиотека и отделение связи. Также в Новобурино расположен дом-интернат для престарелых граждан и инвалидов.

## Улицы
Уличная сеть села состоит из 15 улиц.

## Религия
В селе есть православный храм Святой Великомученицы Варвары.

## Достопримечательности
В 1900 году у деревни Сапогово был обнаружен Сапоговский клад, состоявший из двух десятков бронзовых человекообразных идолов.